# Дон, Паулина
Паулина Дон (англ. Pauline Amalie Dohn; 1865—1934) — американская художница.

## Биография
Родилась в 1865 году в Чикаго. Её отец Адольф Дон (англ. Adolph W. Dohn ) был первым дирижером чикагского музыкального клуба «Аполлон», а позже — основателем ассоциации Chicago Orchestral Association.
Будучи одарённой девушкой, в 13 лет Паулина окончила школу и поступила в Chicago Academy of Design, которую окончила в 1882 году. Затем в 1883—1885 годах обучалась в академии Pennsylvania Academy of Fine Arts, где её учителем был художник Томас Икинс. В 1885—1887 годах она путешествовала по Европе, обучалась в Париже в Академии Жюлиана у Гюстава Буланже и в Нидерландах. Затем вернулась в США, в Чикаго, где часто выставлялась и была членом нескольких арт-клубов. Одна из её картин экспонировалась в 1893 году на Всемирной выставке в Чикаго.
В октябре 1901 года Полина вышла замуж за бизнесмена Франклина Рудольфа (англ. Franklin Rudolph). Продолжала писать и выставляться, получала награды за некоторые работы. В 1907 году Полина и Франклин переехали в город Уиннетка, штат Иллинойс. Здесь курировала детскую художественную школу и женский клуб Winnetka Woman’s Club. После смерти мужа в 1922 году, который оставил семье хорошее наследство (в конце жизни он стал вице-президентом компании American Can Co.), Паулина болела и была вынуждена переехать в 1933 году в Калифорнию, где ей больше подходил климат.
Умерла 19 июня 1935 года в Лос-Анджелесе. В семье Паулины Дон было трое детей — Franklin, Pauline и Charles.

Некоторые работы
Pear Time, 1895
The Seeker, 1897
A Village Belle, 1899